# 2004-es US Open (tenisz)

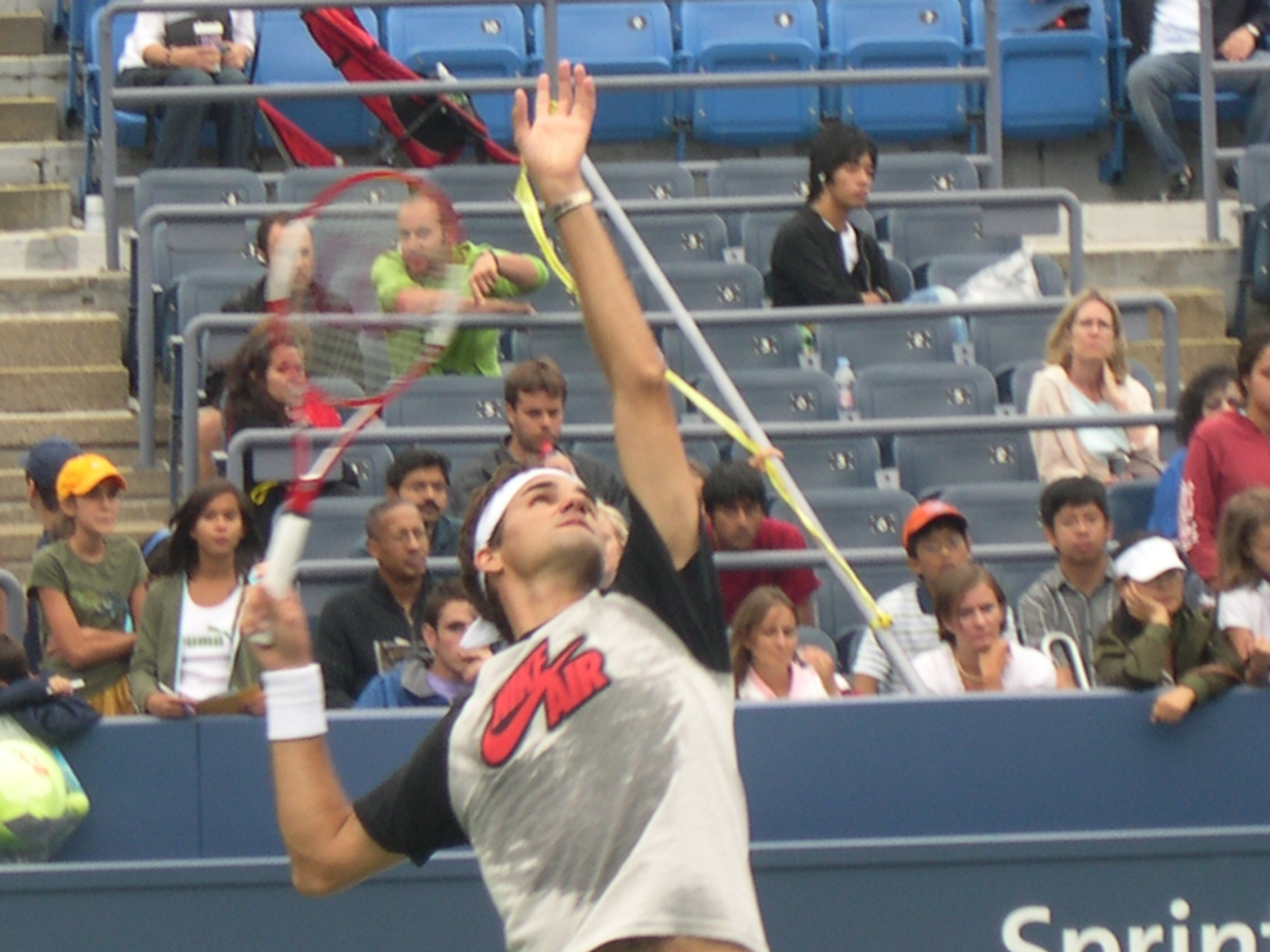
Roger Federer a torna után már négy Grand Slam-győzelemnél tartott

A 2004-es US Open az év negyedik Grand Slam-tornája, a US Open 124. kiadása volt. New Yorkban, rendezték meg augusztus 30. és szeptember 12. között.
A férfiaknál Roger Federer harmadik Grand Slam-győzelmét aratta az évben, miután a döntőben legyőzte az ausztrál Lleyton Hewittot. A női finálét két orosz, Szvetlana Kuznyecova és Jelena Gyementyjeva vívta, mely két szettes mérkőzésen Szvetlana sikerével ért véget.

## Döntők

### Férfi egyes
Roger Federer -   Lleyton Hewitt, 6-0, 7-6(7-3), 6-0

### Női egyes
Szvetlana Kuznyecova -  Jelena Gyementyjeva, 6-3, 7-5

### Férfi páros
Mark Knowles /  Daniel Nestor -  Lijendar Pedzs /  David Rikl, 6-3, 6-3

### Női páros
Virginia Ruano Pascual /  Paola Suárez -  Szvetlana Kuznyecova /  Jelena Lihovceva, 6-4, 7-5

### Vegyes páros
Vera Zvonarjova /  Bob Bryan -  Alicia Molik /  Todd Woodbridge, 6-3, 6-4

## Juniorok

### Fiú egyéni
Andy Murray –  Szerhij Sztahovszkij, 6–4, 6–2

### Lány egyéni
Michaëlla Krajicek –  Jessica Kirkland, 6–1, 6–1

### Fiú páros
Brendan Evans /  Scott Oudsema –  Andreas Beck /  Sebastian Rieschick, 4–6, 6–1, 6–2

### Lány páros
Marina Eraković /  Michaëlla Krajicek –  Mădălina Gojnea /  Monica Niculescu, 7–6(4), 6–0